# Andershofer Teich
Der Andershofer Teich ist ein Teich im Stadtteil Andershof der Hansestadt Stralsund. 
Der Teich wurde im Mittelalter um 1290 bis 1300 durch den Bau eines Staudamms in der Andershofer Senke als Mühlenstau angelegt. Der Damm ist ca. 285 Meter lang und wird unter dem Namen „Staudamm Stralsund Süd“ geführt. Der Staudamm ist als Bodendenkmal des Mittelalters unter „Andershof Fpl (3)“ registriert. Er hat heute eine Fläche von 23,1 ha und ein Volumen von 690.000 m³. Das Gewässer wurde 1863 durch den Bahndamm der Strecke Angermünde–Stralsund in Andershofer und Voigdehäger Teich geteilt. 
Der Teich befindet sich jetzt beim Sportanglerverein Voigdehäger See Stralsund e. V. in Angelpacht.

Andershofer Teich um 1880 - Damm oben